# Ukraiinske, Hmilnîk
Ukraiinske (în ucraineană Українське) este un sat în comuna Tereșpil din raionul Hmilnîk, regiunea Vinnița, Ucraina.

## Demografie
Componența lingvistică a localității Ukraiinske
     Ucraineană (100%)
Conform recensământului din 2001, toată populația localității Ukraiinske era vorbitoare de ucraineană (100%).